# Microcreagris herculea
Espèce
Microcreagris herculea est une espèce de pseudoscorpions de la famille des Neobisiidae.

## Distribution
Cette espèce est endémique d'Afghanistan.

## Publication originale
- Beier, 1959 : Zur Kenntnis der Pseudoscorpioniden-Fauna Afghanistans. Zoologische Jahrbücher, Abteilung für Systematik, Ökologie und Geographie der Tiere, vol. 87, p. 257-282.